# Juan Manuel Villa
Pour les articles homonymes, voir Villa (homonymie).
Villa  Gutiérrez est un nom espagnol. Le premier nom de famille, en général paternel, est Villa ; le second, en général maternel, souvent omis, est Gutiérrez.
Juan Manuel Villa, né le 26 septembre 1938 à Séville (Andalousie) et mort le 5 janvier 2025 à Saragosse, est un footballeur international espagnol, qui joue au poste de milieu de terrain.

## Carrière
Né à Séville en 1938, il entre dans l'équipe junior du Real Madrid à l'âge de 15 ans, puis il entre dans l'équipe du Real Madrid Castilla en 1959. 
Il joue ensuite à la Real Sociedad et au Real Saragosse avant de se retirer en 1971.

## Palmarès
- Saragosse
  - Vainqueur de la Coupe du Roi en 1964 et 1966
  - Vainqueur de la Coupe des villes de foires en 1964